# مرد تقلبی بودن سخت است
مرد تقلبی بودن سخت است (به ژاپنی: 贋作 男はつらいよ)؛ یک درام تلویزیونی ژاپنی که از ۵ ژانویه تا ۲۶ ژانویه ۲۰۲۰ در قاب «درام برتر» NHK BS Premium پخش می‌شود. همه ۴ بار. کارگردان یوجی یامادا بر اساس مجموعه فیلم محبوب «مرد بودن سخت است» با بازی کیوشی آتسومی، این ایده را از شباهت به تورا سان با بازی جاکوکا کاتسورا در اجرای راکوگو گرفت و صحنه را به اوساکای معاصر تغییر داد. به عنوان «جعلی» توسط چیز واقعی بازسازی شده‌است.
۳۰ سال از زمانی که بعد از دعوای بزرگ با پدرم، شیرینی فروشی خانواده ام «کوروما-یا» را در نزدیکی معبد ایشیکیری در شهر هیگاشیوساکا ترک کردم. توراجیرو کوروما در فصل توریستی پاییز، اوتاکو تاکامی و سه زن از منطقه کانسای را به اتاق‌هایشان در یک ریوکان در هاکونه راهنمایی می‌کند. یک روز مراسم یادبودی در «کورومایا» برگزار می‌شود و در حالی که همه به کسی که تازه‌وارد شده مشکوک هستند، توراجیرو برای اولین بار پس از ۳۰ سال به ایشیکیری، اوساکا بازمی‌گردد.